# Spaelotis sennina
Spaelotis sennina är en fjärilsart som beskrevs av Otto Staudinger 1896. Spaelotis sennina ingår i släktet Spaelotis och familjen nattflyn. Inga underarter finns listade i Catalogue of Life.